# 58e législature du Grand Conseil du canton du Valais
La 58e législature du Grand Conseil du canton du Valais a débuté le 25 mars 2013 et s'est achevée le 26 mars 2017. L'élection des députés a eu lieu le 3 mars 2013 lors des élections cantonales valaisannes de 2013.